# Rio São Lourenço (vattendrag i Brasilien, São Paulo, lat -21,68, long -49,00)
Rio São Lourenço är ett vattendrag i Brasilien.   Det ligger i delstaten São Paulo, i den södra delen av landet, 700 km söder om huvudstaden Brasília.
Omgivningen kring Rio São Lourenço är en mosaik av jordbruksmark och naturlig växtlighet. Området är ganska tätbefolkat, med 83 invånare per kvadratkilometer.